# Dubai Tennis Championships & Dubai Duty Free Women’s Open 2002
Die Barclays Dubai Tennis Championships 2002 waren ein Tennisturnier der WTA Tour 2002 für Damen und ein Tennisturnier der ATP Tour 2002 für Herren in Dubai. Das Damenturnier der WTA fand vom 16. bis 23. Februar 2002 statt, das Herrenturnier der ATP vom 25. Februar bis 3. März 2002.

## Herrenturnier
→ Qualifikation: Dubai Tennis Championships 2002/Qualifikation

## Damenturnier
→ Qualifikation: Dubai Duty Free Women’s Open 2002/Qualifikation